# Lil Mama
Ниа́тия Дже́ссика Ки́ркленд (англ. Niatia Jessica Kirkland; более известна под сценическим псевдонимом как Lil Mama; род. 4 октября 1989, Гарлем, Манхэттен, Нью-Йорк, США) — американская рэп-исполнительница, работающая с Jive Records.
Lil Mama участвовала в ремиксах на многие синглы, включая «Girlfriend» (Аврил Лавин), «Umbrella» (Рианны совместно с Крисом Брауном), «Gimme More» (Бритни Спирс), «Beautiful Girls» (Шон Кингстон) и «Just Fine» (Mary J. Blige). Она также участвовала в видео для песни Шона Кингстона «Beautiful Girls».
Lil Mama была номинирована на Monster Single of the Year за её хит «Lip Gloss» в MTV Video Music Awards 2007, но награда была отдана Рианне. Сейчас она является судьёй на танцевальном соревновании на канале MTV.
Тара Киркланд, мать Lil Mama, умерла 15 декабря 2007 после четырёхлетней борьбы с раком. Lil Mama узнала об этом в туре и ей пришлось вернуться домой. Видеоклип на песню «Shawty Get Loose» при участии Криса Брауна и T-Pain был посвящён ей..

## Дискография

### Альбомы
- 2008: VYP: Voice of the Young People

### Синглы
| Год  | Название                                               | Альбом                         | Позиции в чарте | Позиции в чарте | Позиции в чарте | Позиции в чарте | Позиции в чарте | Позиции в чарте |
| Год  | Название                                               | Альбом                         | США             | Pop 100         | США R&B         | США Рэп         | Канада          | NZ              |
| ---- | ------------------------------------------------------ | ------------------------------ | --------------- | --------------- | --------------- | --------------- | --------------- | --------------- |
| 2007 | «Lip Gloss»                                            | VYP: Voice of the Young People | 10              | 15              | 36              | 16              | —               | —               |
| 2007 | «G-Slide (Tour Bus)»                                   | VYP: Voice of the Young People | 124             | —               | —               | —               | —               | 8               |
| 2008 | «Shawty Get Loose» (при участии Криса Брауна и T-Pain) | VYP: Voice of the Young People | 10              | 15              | 43              | 13              | 38              | 3               |

## Фильмография
— Тринадцатое триземелье
— Могло быть и хуже
| CrazySexyCool: The TLC Story (ТВ, 2013) |

### Телесериалы
- 2008: «America’s Best Dance Crew» — Играет себя
- 2011: «Big Time Rush» — одна из Cats Crew